# I Need Your Love Tonight (Marianne-Rosenberg-Lied)
I Need Your Love Tonight (englisch für „Ich brauche heute Abend deine Liebe“) ist ein Lied der deutschen Sängerin Marianne Rosenberg, das von Dieter Bohlen für die ZDF-Serie Rivalen der Rennbahn produziert wurde.

## Entstehung und Veröffentlichung
Arrangiert, geschrieben und produziert wurde das Lied von Dieter Bohlen. Die Single-LP erschien im März 1989 mit drei verschiedenen Versionen des Titels durch das Musiklabel Hansa Records. 1989 war der Titel Teil des Soundtracks der ZDF-Serie Rivalen der Rennbahn.

## Charts und Chartplatzierungen
I Need Your Love Tonight stieg erstmals am 10. April 1989 auf Rang 70 der deutschen Singlecharts ein. Nachdem das Lied eine Woche aus den Charts gefallen war, erreichte es am 1. Mai 1989 mit Rang 56 seine beste Platzierung. Das Lied platzierte sich insgesamt sieben Wochen in den Charts, letztmals in der Chartwoche vom 29. Mai 1989. Es avancierte zum 19. Charthit für Rosenberg in Deutschland.
| ChartsChartplatzierungen | Höchstplatzierung | Wochen |
| ------------------------ | ----------------- | ------ |
| Deutschland (GfK)        | 56 (7 Wo.)        | 7      |